# Kristoffer Lund
Kristoffer Lund Hansen (Kerteminde, Dinamarca, 14 de mayo de 2002) es un futbolista estadounidense que juega como defensa en el F. C. Colonia de la 1. Bundesliga.

## Trayectoria
Comenzó a jugar al fútbol en la cantera del Kerteminde, antes de incorporarse al equipo juvenil del FC Midtjylland a los 13 años. Firmó su primer contrato profesional con el Midtjylland el 14 de mayo de 2017. Debutó como profesional con ellos en una victoria por 2-1 en la Copa de Dinamarca contra el Odense BK el 11 de febrero de 2021. El 21 de abril de 2021 fue transferido al Esbjerg fB, firmando un contrato de tres años. El 11 de agosto de 2021, antes de aparecer con el Esbjerg, fue transferido al club sueco BK Häcken hasta 2024.
El 21 de agosto de 2023 fichó por el Palermo F. C. y firmó un contrato hasta junio de 2027. Tras dos temporadas en el equipo, en agosto de 2025 fue cedido al F. C. Colonia.

## Selección nacional
Nació en Dinamarca de padre danés y madre estadounidense. Fue internacional en categorías inferiores con Dinamarca, habiendo representado a las selecciones sub-17 a sub-19.
En categoría absoluta decidió jugar con la selección de Estados Unidos e hizo su debut el 9 de septiembre de 2023 en un amistoso ante Uzbekistán.

## Estadísticas

### Clubes
Actualizado al último partido disputado el 6 de noviembre de 2022.
| Club                     | Div.          | Temporada     | Liga  | Liga  | Liga   | Copas nacionales | Copas nacionales | Copas nacionales | Copas internacionales | Copas internacionales | Copas internacionales | Total | Total | Total  |
| Club                     | Div.          | Temporada     | Part. | Goles | Asist. | Part.            | Goles            | Asist.           | Part.                 | Goles                 | Asist.                | Part. | Goles | Asist. |
| ------------------------ | ------------- | ------------- | ----- | ----- | ------ | ---------------- | ---------------- | ---------------- | --------------------- | --------------------- | --------------------- | ----- | ----- | ------ |
| FC Midtjylland Dinamarca | 1.ª           | 2020-21       | 1     | 0     | 0      | 1                | 0                | 0                | ―                     | ―                     | ―                     | 2     | 0     | 0      |
| FC Midtjylland Dinamarca | Total club    | Total club    | 1     | 0     | 0      | 1                | 0                | 0                | 0                     | 0                     | 0                     | 2     | 0     | 0      |
| BK Häcken · Suecia       | 1.ª           | 2021          | 15    | 0     | 1      | 0                | 0                | 0                | ―                     | ―                     | ―                     | 15    | 0     | 1      |
| BK Häcken · Suecia       | 1.ª           | 2022          | 25    | 0     | 6      | 4                | 0                | 0                | ―                     | ―                     | ―                     | 29    | 0     | 6      |
| BK Häcken · Suecia       | Total club    | Total club    | 40    | 0     | 7      | 4                | 0                | 0                | 0                     | 0                     | 0                     | 44    | 0     | 7      |
| Total carrera            | Total carrera | Total carrera | 41    | 0     | 7      | 5                | 0                | 0                | 0                     | 0                     | 0                     | 46    | 0     | 7      |

## Palmarés

### Títulos nacionales
| Título         | Club      | País   | Año  |
| -------------- | --------- | ------ | ---- |
| Allsvenskan    | BK Häcken | Suecia | 2022 |
| Copa de Suecia | BK Häcken | Suecia | 2023 |

### Títulos internacionales
| Título                          | Equipo         | Sede           | Año  |
| ------------------------------- | -------------- | -------------- | ---- |
| Liga de Naciones de la Concacaf | Estados Unidos | Estados Unidos | 2024 |